# 小淵沢駅
小淵沢駅（こぶちざわえき）は、山梨県北杜市小淵沢町にある、東日本旅客鉄道（JR東日本）の駅である。標高は886.7 m。山梨県の鉄道駅としては最西端となる。

## 乗り入れ路線
中央本線と小海線の2路線が乗り入れ、接続駅となっている。このうち、中央本線を当駅の所属線としており、小海線は当駅が起点である。中央本線にはCO 51の駅番号が設定されている。
中央本線は吉祥寺駅 - 当駅間が八王子支社の管轄であり、塩尻・松本方面および小海線は長野支社の管轄である。両支社の境界は、中央本線では下り第4閉塞信号付近（東京起点172 km）、小海線は県道11号線との交差付近（小淵沢起点1 km・この付近に上り遠方信号機あり）に置かれている。 
2024年（令和6年）3月16日ダイヤ改正時点では、中央本線の特急列車「あずさ」は、8・9・37・38号を除き、すべての列車が停車する。
過去、土休日に215系で運行されていた「ホリデー快速ビューやまなし」の山梨県側の終着駅でもあったほか、毎年1月に臨時快速列車「成田山初詣やまなし号」が当駅 - 成田駅間を往復で、毎年4月に臨時快速列車「お座敷桃源郷パノラマ号」が当駅 - 千葉駅間を往復で運行していた。なお、「かいじ」が当駅まで運行されることがあった。
2018年（平成30年）には夏の臨時列車として特急列車「山かいじ」が立川駅 - 当駅までの下り列車のみで運行、特急列車「諏訪しなの号」が当駅と名古屋駅の間を往復で運行された。なお、「諏訪しなの号」は2019年（令和元年）にも夏の臨時列車として運行された。
小海線は、臨時快速列車「HIGH RAIL 1375」を含むすべての列車が当駅から発着し、中央本線への乗り入れは行っていない。

## 歴史
- 1904年（明治37年）12月21日：鉄道院中央本線 韮崎駅 - 富士見駅間開通と同時に開業[8]。旅客および貨物の取り扱いを開始。
- 1933年（昭和8年）7月27日：小海南線（現・小海線）当駅 - 清里駅間が開通[9]。
- 1947年（昭和22年）10月14日：昭和天皇の戦後巡幸のお召し列車が停車。天皇が下車して地域の開拓者を労わる[10]。
- 1949年（昭和24年）6月1日：日本国有鉄道に移管[11]。
- 1984年（昭和59年）2月1日：貨物の取り扱いを廃止[3]。
- 1985年（昭和60年）3月14日：荷物の扱いを廃止[3]。
- 1987年（昭和62年）4月1日：国鉄分割民営化により、東日本旅客鉄道（JR東日本）の駅となる[3][12]。
- 2006年（平成18年）3月15日：小淵沢町と北杜市の合併により、所在地が北杜市となる。
- 2014年（平成26年）4月1日：ICカード「Suica」の利用が可能となる[報道 7]。東京近郊区間に編入される[報道 7]。
- 2017年（平成29年）
  - 7月1日：小海線 小諸駅 - 当駅間で臨時快速列車「HIGH RAIL 1375」が運行を開始[報道 8][報道 9]。
  - 7月3日：新駅舎の供用を開始[報道 2][報道 10]。
- 2018年（平成30年）
  - 7月28日：臨時特急「山かいじ号」が運行を開始[報道 3]。
  - 9月8日・9日：臨時特急「諏訪しなの号」が運行[報道 4][報道 5]。翌年にも9月21日・22日に運行[報道 6]。
- 2021年（令和3年）
  - 9月30日：みどりの窓口の営業を終了[4][5]。
  - 10月1日：話せる指定席券売機を導入[4][5]。

## 駅構造
島式ホーム2面4線を有する地上駅である。3番線はホームなしの待避線である。5番線からは当駅始発の松本方面行列車も発車する。5番線の横（八ヶ岳側）には3本側線があり、「HIGHRAIL1375」の折り返し間合や夜間留置に使用されている。また、1番線の横にも側線があり、当駅止まりの列車が留置される。駅舎とホームは跨線橋で結ばれている。旧駅舎時代は、駅舎と中央本線が発着する1・2番線とは地下通路で結ばれていたが、駅舎と4・5番線（主に小海線が発着）は直接行き来することができず、1・2番線から跨線橋を渡る必要があった。新駅舎が竣工したことに伴い、地下通路は閉鎖されたが、代わりに両ホームとも同じ跨線橋で行き来することができるようになった。1・2番線ホームはかさ上げ工事が実施されており、都市部の駅と同等の高さが確保されている。
現駅舎は「自然資産との共生」をコンセプトに、北側にそびえる八ヶ岳の頂部とその山麓の棒道を駆け抜ける馬の姿をイメージしたものである。外観を特徴づけるアルミパネルと逆台形のガラスファサードは八ヶ岳や南アルプスとそれらの尾根を流れる沢をモチーフにしている。1階の外装には小淵沢一帯で多く自生するアカマツを、2階の外装には線路から飛んでくる鉄粉の付着の影響が少ない焦げ茶色のアルミパネルを使用しており、どちらの素材も小淵沢で盛んな乗馬に通ずるアースカラーを基調色として用いることで現地の風土に調和するように仕上げている。また、線路と市街地の間にある4 mほどの高低差を隔てていたコンクリート擁壁があったが、現地で古くから見られる野積みの石垣（小豆島産の御影石を使用）をモチーフとした「もたれ式擁壁」に置き換えることで、前述の外装の色と相まって駅舎のボリュームが浮かび風土の心象風景の創出を図っている。
旧駅舎は開業当初からのものという記録が残る木造平屋建てで、内部にはコンコース、待合所のほかに売店（駅弁など）や信州そば・うどん店（丸政）があった。2017年（平成29年）7月3日には新駅舎とその中に丸政が営業するMASAICHI本店、丸政そば、駅レンタカー小淵沢営業所、北杜市観光案内所、市の交流スペース、駅前広場等が完成・開業した。切り替え後、旧駅舎は2017年（平成29年）9月に解体された。
直営駅（駅長配置）であり、管理駅として、日野春駅と長坂駅を管理している。自動券売機、話せる指定席券売機、簡易Suica改札機が設置されている。自動改札機は設置されていない。

### のりば
| 番線 | 路線     | 方向 | 行先                         |
| ---- | -------- | ---- | ---------------------------- |
| 1    | 中央本線 | 下り | 上諏訪・塩尻・松本・長野方面 |
| 2    | 中央本線 | 上り | 甲府・大月・八王子・新宿方面 |
| 4    | ■小海線  | -    | 清里・野辺山・小諸方面       |
| 5    | ■小海線  | -    | 清里・野辺山・小諸方面       |
| 5    | 中央本線 | 下り | 上諏訪・塩尻・松本方面       |

付記事項
- 3番線は待避線扱いで、旅客の乗り降りを行うホームではない。
- 4番線は甲府方面が行き止まりかつ非電化であり、小海線専用となっている。かつては5番線同様に電化されており、甲府方面に線路がつながっていた。
- 5番線は中央本線・小海線の当駅始発の一部の列車が使用する。

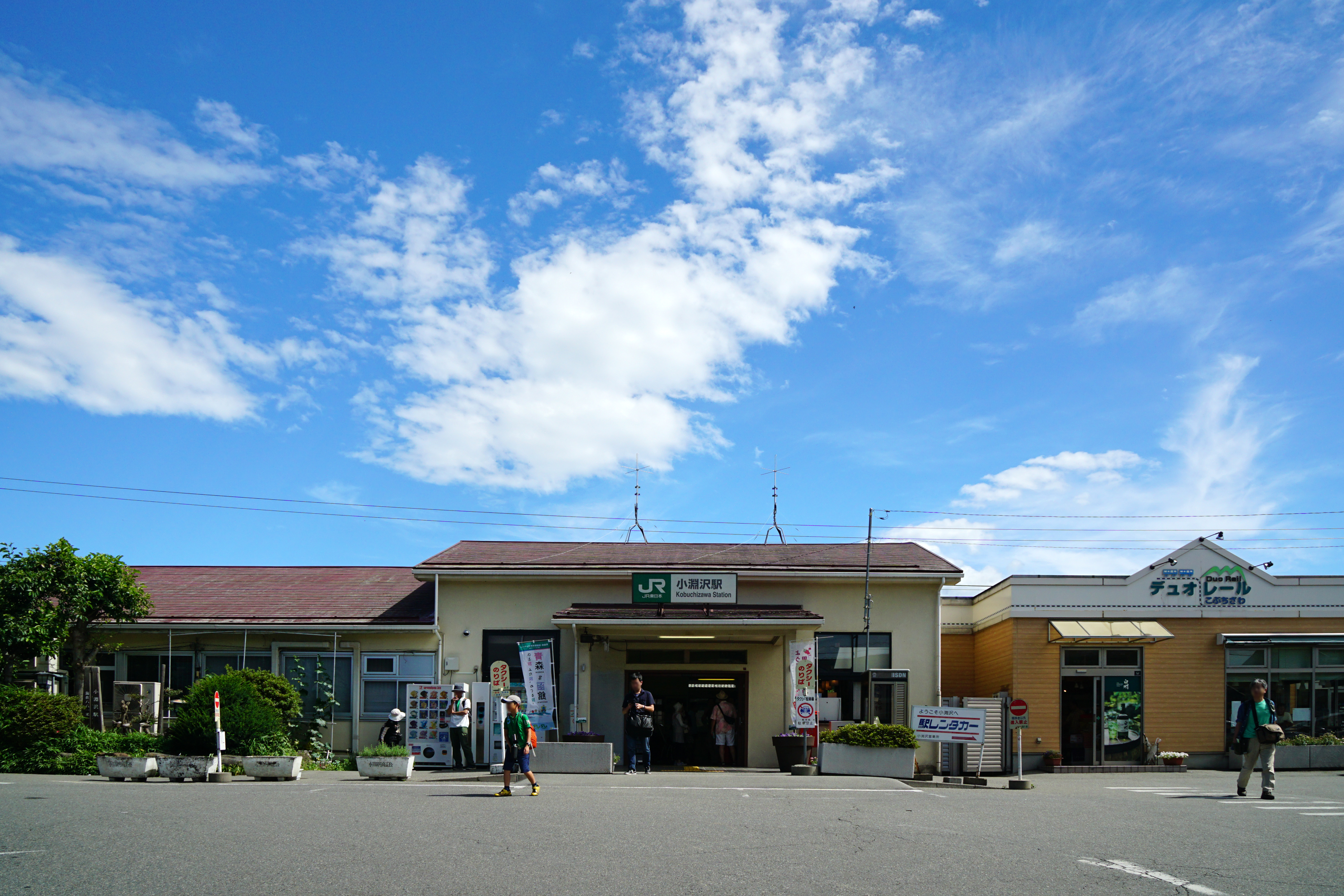
旧駅舎（2015年7月）
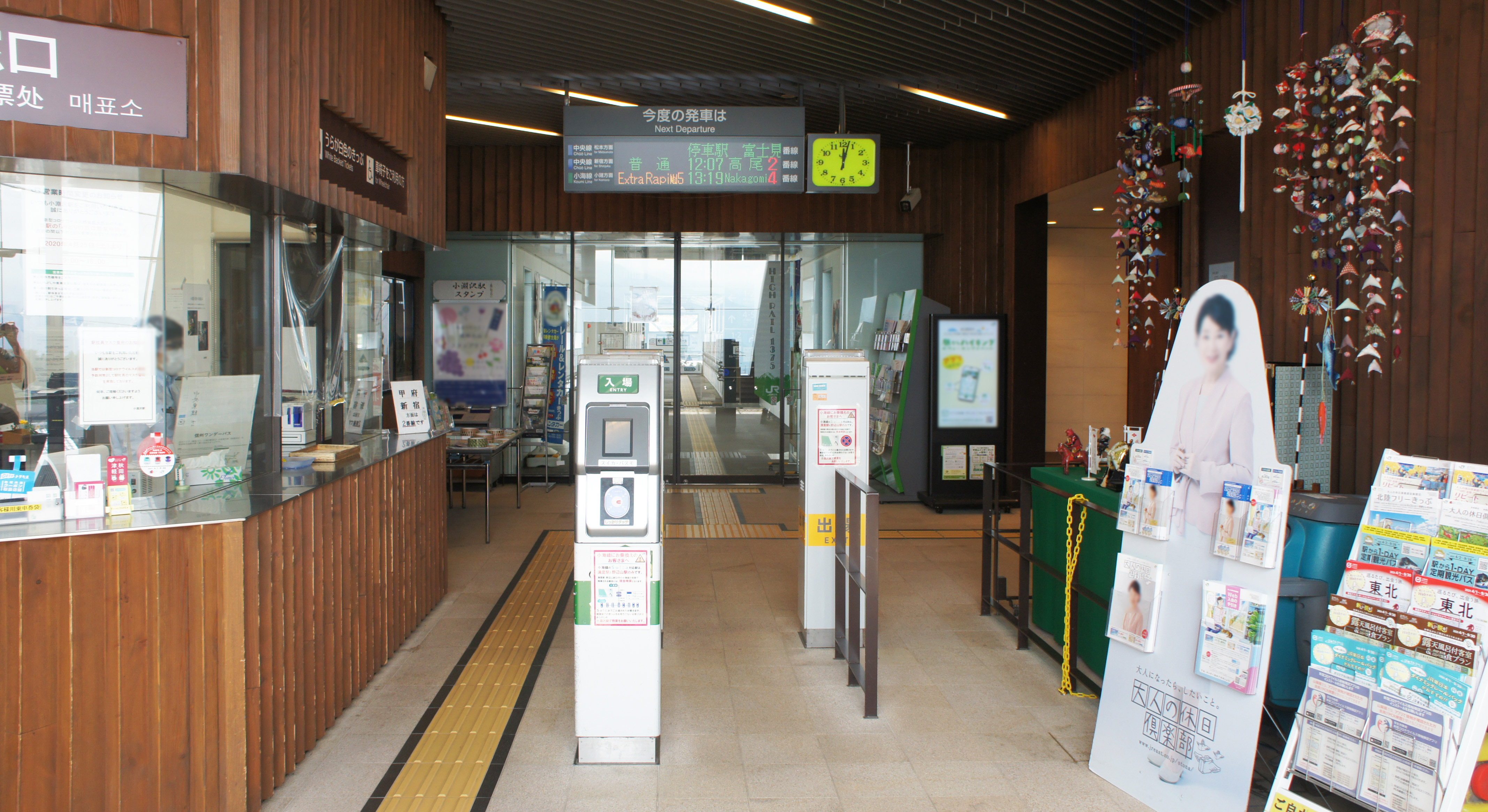
改札口（2021年6月）
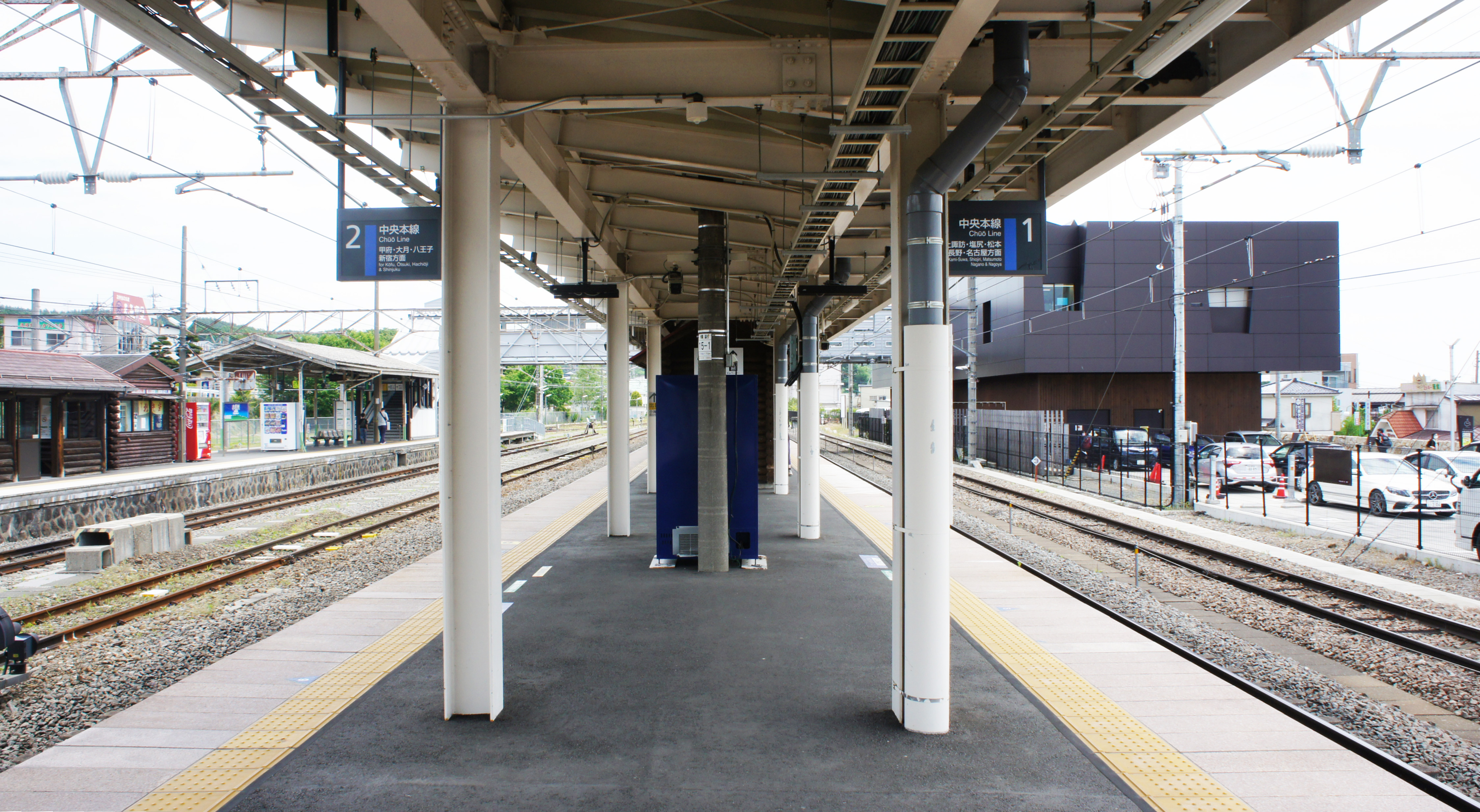
1・2番線ホーム（2021年6月）
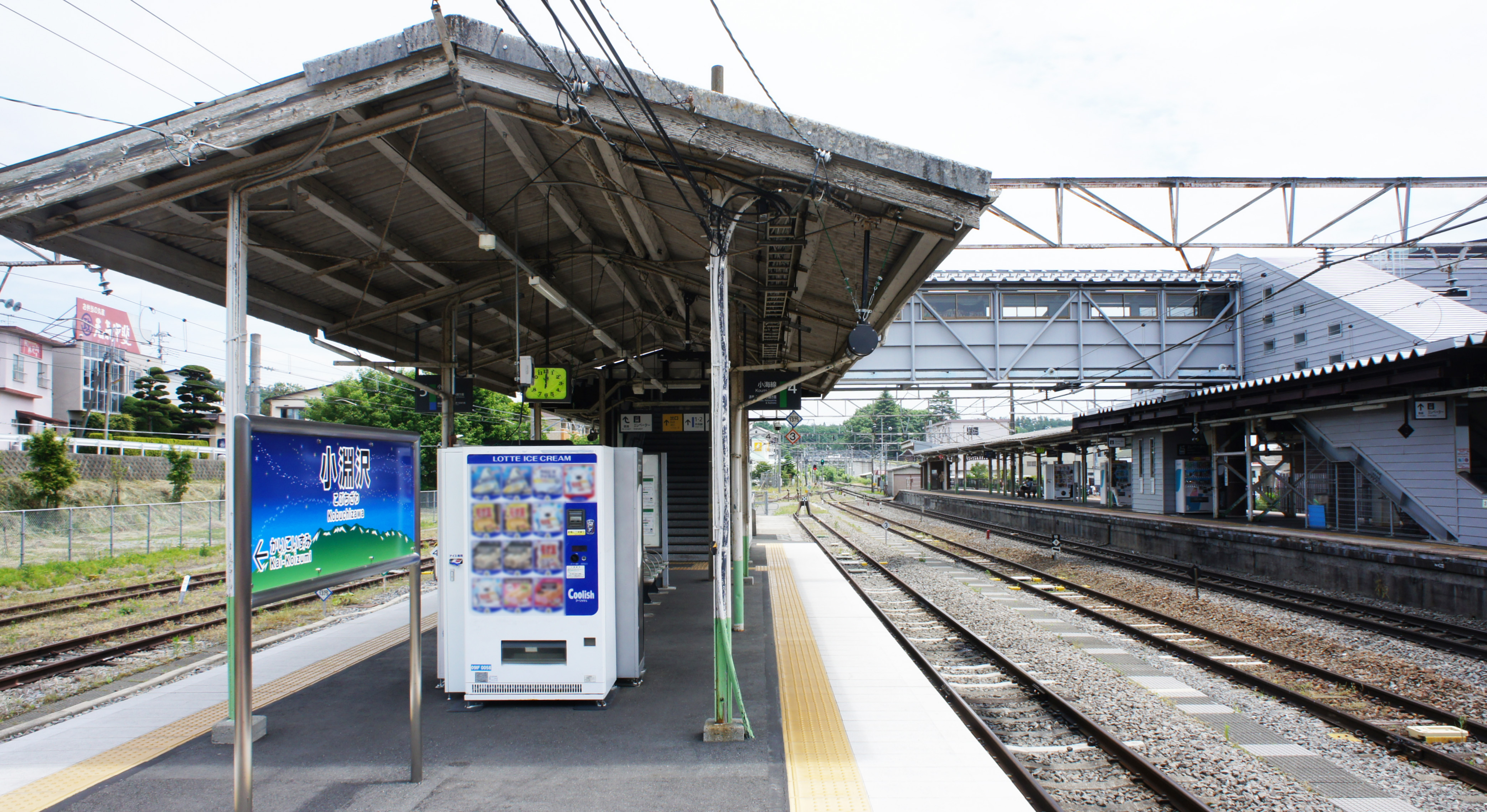
4・5番線ホーム（2021年6月）
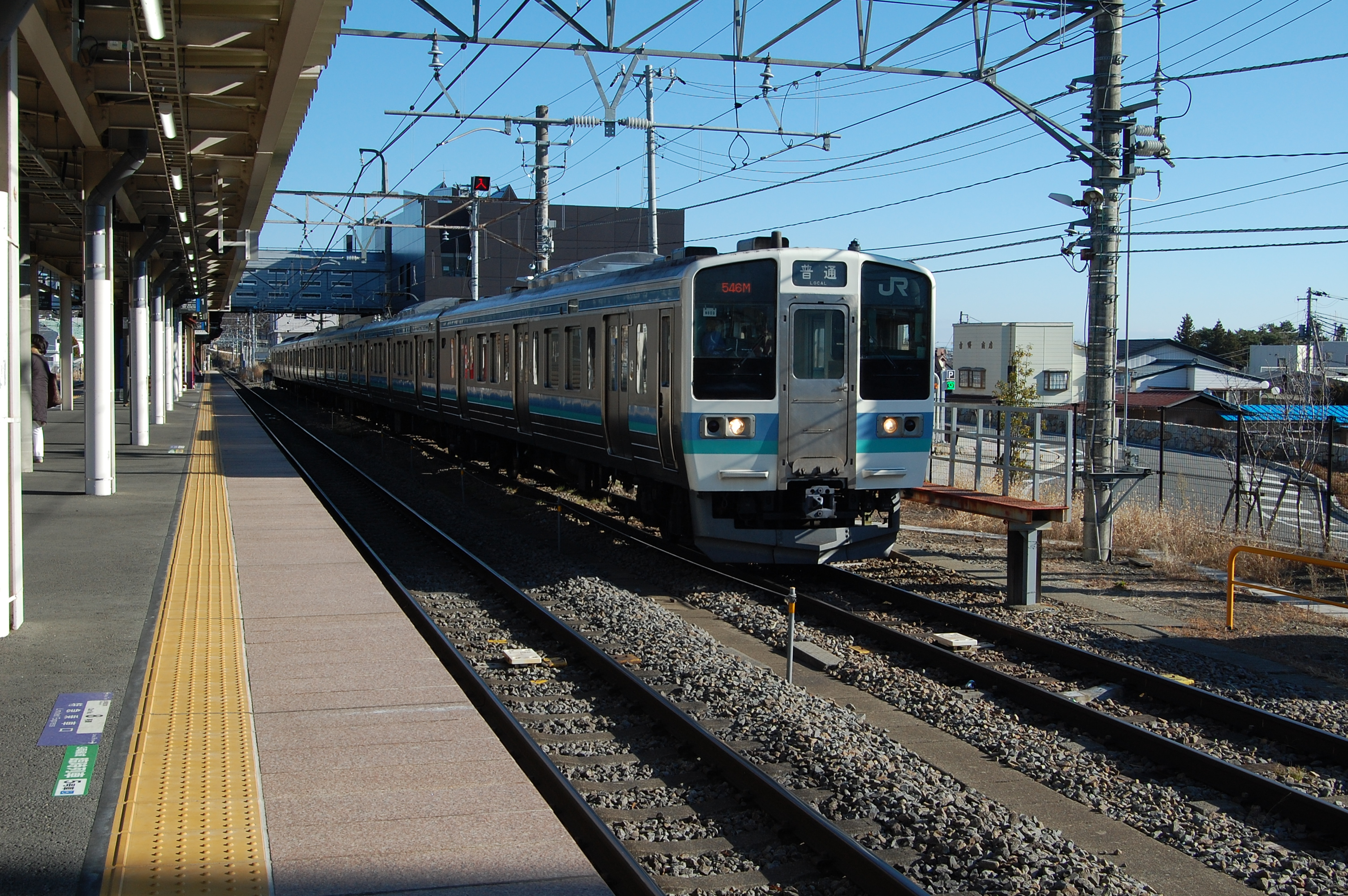
留置線（2021年12月）

## 駅弁
丸政が調製・販売しており「高原野菜とカツの弁当」などで知られている。なお、冬季を除き各ホーム上の店舗で販売を行っている。また、MASAICHI本店でも販売している。
主な駅弁は下記の通り。
- そば屋の天むす（5ヶ入り）
- 元気甲斐
- 高原野菜とカツの弁当

また、当駅は現在も陶器製の汽車土瓶で煎茶の通年発売を続けている日本唯一の駅として知られる。

## 利用状況
JR東日本によると、2023年度（令和5年度）の1日平均乗車人員は1,382人である。
2000年度（平成12年度）以降の推移は以下のとおりである。
| 1日平均乗車人員推移 | 1日平均乗車人員推移 | 1日平均乗車人員推移 | 1日平均乗車人員推移 | 1日平均乗車人員推移 |
| 年度                | 定期外              | 定期                | 合計                | 出典                |
| ------------------- | ------------------- | ------------------- | ------------------- | ------------------- |
| 2000年（平成12年）  |                     |                     | 1,526               | [ JR 2 ] [ 県 1 ]   |
| 2001年（平成13年）  |                     |                     | 1,503               | [ JR 3 ] [ 県 2 ]   |
| 2002年（平成14年）  |                     |                     | 1,389               | [ JR 4 ] [ 県 3 ]   |
| 2003年（平成15年）  |                     |                     | 1,390               | [ JR 5 ] [ 県 4 ]   |
| 2004年（平成16年）  |                     |                     | 1,401               | [ JR 6 ] [ 県 5 ]   |
| 2005年（平成17年）  |                     |                     | 1,395               | [ JR 7 ] [ 県 6 ]   |
| 2006年（平成18年）  |                     |                     | 1,376               | [ JR 8 ] [ 県 7 ]   |
| 2007年（平成19年）  |                     |                     | 1,430               | [ JR 9 ] [ 県 8 ]   |
| 2008年（平成20年）  |                     |                     | 1,381               | [ JR 10 ] [ 県 9 ]  |
| 2009年（平成21年）  |                     |                     | 1,344               | [ JR 11 ] [ 県 10 ] |
| 2010年（平成22年）  |                     |                     | 1,291               | [ JR 12 ] [ 県 11 ] |
| 2011年（平成23年）  |                     |                     | 1,306               | [ JR 13 ] [ 県 12 ] |
| 2012年（平成24年）  | 760                 | 592                 | 1,352               | [ JR 14 ] [ 県 13 ] |
| 2013年（平成25年）  | 790                 | 611                 | 1,401               | [ JR 15 ] [ 県 14 ] |
| 2014年（平成26年）  | 823                 | 596                 | 1,419               | [ JR 16 ] [ 県 15 ] |
| 2015年（平成27年）  | 909                 | 573                 | 1,482               | [ JR 17 ] [ 県 16 ] |
| 2016年（平成28年）  | 891                 | 566                 | 1,458               | [ JR 18 ] [ 県 17 ] |
| 2017年（平成29年）  | 973                 | 559                 | 1,532               | [ JR 19 ] [ 県 18 ] |
| 2018年（平成30年）  | 1,024               | 587                 | 1,612               | [ JR 20 ] [ 県 19 ] |
| 2019年（令和元年）  | 919                 | 566                 | 1,486               | [ JR 21 ] [ 県 20 ] |
| 2020年（令和02年）  | 345                 | 464                 | 810                 | [ JR 22 ] [ 県 21 ] |
| 2021年（令和03年）  | 466                 | 468                 | 934                 | [ JR 23 ] [ 県 22 ] |
| 2022年（令和04年）  | 761                 | 446                 | 1,208               | [ JR 24 ] [ 県 23 ] |
| 2023年（令和05年）  | 942                 | 439                 | 1,382               | [ JR 1 ]            |

## 駅周辺
北杜市小淵沢地区の中心部に位置している。駅前には商店・飲食店・旅館などが並んでいるほか、小淵沢タクシー営業所もある。なお、駅名と違い、地区名では「こぶちさわ」と濁らない。
- 北杜市 小淵沢総合支所（旧・小淵沢町役場）
- 中央自動車道 小淵沢インターチェンジ
- 道の駅こぶちさわ - スパティオ小淵沢・延命の湯（小淵沢温泉）
- 八ヶ岳リゾートアウトレット
- 山梨県馬術競技場
- 北杜市八ヶ岳スケートセンター
- 花パークフィオーレ小淵沢
- 神田の大イトザクラ
- 観音平
- 身曾岐神社
- 小淵沢郵便局
- リゾナーレ小淵沢
- 北杜市立小淵沢小学校
- 北杜市立小淵沢中学校
- 帝京第三高等学校
- 帝京学園短期大学
- エフエム八ヶ岳
- 農業・食品産業技術総合研究機構遺伝資源センター北杜研究拠点
- 雪印メグミルクチーズ研究所
- 八ヶ岳乳業小淵沢工場
- マクセルスリオンテック小淵沢製造部
- サントリー白州蒸溜所 - 冬季以外の土休日のみ、シャトルバスあり。
- ファミリーロッジ旅籠屋・小淵沢店

## バス路線
「小淵沢駅」停留所にて、北杜市民バス、八ヶ岳高原リゾートバス実行委員会、山梨交通（韮崎営業所）の路線が発着する。ただし、2021年（令和3年）3月現在、八ヶ岳高原リゾートバス実行委員会の路線は運休中である。
- 北杜市民バス
  - 東西線：長坂駅行き
  - 北線：スパティオ小淵沢行き、長坂駅行き
  - 小淵沢デマンドバス：小淵沢地区内各方面行き ※要登録・予約制
- 八ヶ岳高原リゾートバス実行委員会
  - 八ケ岳高原リゾートバス：泉郷行き ※運休中
- 山梨交通
  - 鉢巻リソートバスハッピー号：たてしな自由農園行き ※ゴールデンウィーク・夏季運転

## その他
中央本線における信州ワンデーパスのフリーエリアは当駅が東端となっている。

## 隣の駅
※当駅に一部が停車する中央本線の特急「あずさ」（臨時運行の「かいじ」・「山かいじ」）の隣の停車駅は列車記事を参照のこと。
※臨時列車「ホリデー快速ビューやまなし号」の隣の停車駅は列車記事を参照のこと。
※臨時快速「HIGH RAIL 1375」の隣の停車駅は列車記事を参照のこと。
東日本旅客鉄道（JR東日本）
 中央本線
長坂駅 (CO 50) - 小淵沢駅 (CO 51) - 信濃境駅 (CO 52)
■小海線
小淵沢駅 - 甲斐小泉駅

### 記事本文
1. 1 2 3 4 5 6 7 8 9 10 11 12 13 14 15 16 17 18 19 20 21 22 23 24 25 26 27 28 29 30 31 32 33 34  新建築、p.221。
2. 1 2 3 4 5 6 7 8 9  信濃毎日新聞社出版部『長野県鉄道全駅 増補改訂版』信濃毎日新聞社、2011年7月24日、127頁。ISBN 9784784071647。
3. 1 2 3 4 5  石野 1998, p. 183.
4. 1 2 3 4  “駅の情報（小淵沢駅）：JR東日本”.   東日本旅客鉄道. 2021年9月3日時点のオリジナルよりアーカイブ。2021年9月3日閲覧。
5. 1 2 3 4  “2021年度 営業関係施策提案を受ける!” (PDF).   JTSU-E 八王子地本 (2021年4月28日). 2021年4月28日時点のオリジナルよりアーカイブ。2021年4月28日閲覧。
6. 1 2 3 4  “2018年度停車場建築賞 小淵沢駅合築駅舎新築”.   一般社団法人鉄道建築協会. 2021年2月21日時点のオリジナルよりアーカイブ。2021年2月22日閲覧。
7. ↑  “平成29年度山梨県建築文化賞受賞作品” (PDF).   山梨県建築文化賞推進協議会. p. 5. 2021年2月22日時点のオリジナルよりアーカイブ。2021年2月22日閲覧。
8. ↑  「鉄道省告示第317号」『官報』1904年12月19日（国立国会図書館デジタルコレクション）
9. ↑  「逓信省告示第504号」『官報』1933年07月19日（国立国会図書館デジタルコレクション）
10. ↑  宮内庁『昭和天皇実録第十』東京書籍、2017年3月30日、495頁。ISBN 978-4-487-74410-7。
11. ↑  曽根悟（監修）（著）、朝日新聞出版分冊百科編集部（編集）（編）「中央本線」『週刊 歴史でめぐる鉄道全路線 国鉄・JR』第5号、朝日新聞出版、2009年8月9日、27頁。
12. ↑  曽根悟（監修）（著）、朝日新聞出版分冊百科編集部（編集）（編）「飯田線・身延線・小海線」『週刊 歴史でめぐる鉄道全路線 国鉄・JR』第3号、朝日新聞出版、2009年7月26日、27頁。
13. ↑  “駅構内図（小淵沢駅）”.   東日本旅客鉄道. 2019年10月22日時点のオリジナルよりアーカイブ。2019年10月22日閲覧。
14. ↑  中央線小淵沢駅ホームの嵩上げについて（JR東日本八王子支社・インターネットアーカイブ）。
15. 1 2  新建築、p.187。
16. 1 2 3  新建築、p.190。
17. 1 2  新建築、p.192。
18. ↑  新建築、p.191。
19. ↑  “駅の情報（小淵沢駅）”.   東日本旅客鉄道. 2019年10月22日時点のオリジナルよりアーカイブ。2019年10月22日閲覧。
20. 1 2 3 4 5  “JR東日本：駅構内図・バリアフリー情報（小淵沢駅）”.   東日本旅客鉄道. 2025年5月29日閲覧。
21. ↑  『JTB時刻表 2025年3月号』JTBパブリッシング、2025年、537頁。

#### 報道発表資料
1. 1 2  『中央本線 初狩～小淵沢駅間へ「駅ナンバリング」を拡大しました』（PDF）（プレスリリース）東日本旅客鉄道八王子支社、2020年3月23日。オリジナルの2020年3月23日時点におけるアーカイブ。2020年3月23日閲覧。
2. 1 2 3  『中央線 小淵沢駅が生まれ変わります ～北杜市観光案内所併設の新駅舎を「エコステ」モデル駅として整備します～』（PDF）（プレスリリース）北杜市／東日本旅客鉄道八王子支社、2017年5月18日。オリジナルの2018年2月10日時点におけるアーカイブ。2020年3月24日閲覧。
3. 1 2  『夏の増発列車のお知らせ』（PDF）（プレスリリース）東日本旅客鉄道八王子支社、2018年5月18日。オリジナルの2018年5月26日時点におけるアーカイブ。2018年5月26日閲覧。
4. 1 2  『夏の臨時列車のお知らせ』（PDF）（プレスリリース）東日本旅客鉄道長野支社、2018年5月18日。オリジナルの2018年5月24日時点におけるアーカイブ。2020年12月6日閲覧。
5. 1 2  『「信州アフターデスティネーションキャンペーン」の展開について』（PDF）（プレスリリース）東日本旅客鉄道／東海旅客鉄道、2018年5月18日。オリジナルの2018年5月24日時点におけるアーカイブ。2019年12月6日閲覧。
6. 1 2  『夏の臨時列車のお知らせ』（PDF）（プレスリリース）東日本旅客鉄道長野支社、2019年5月17日。オリジナルの2019年7月19日時点におけるアーカイブ。2020年12月6日閲覧。
7. 1 2  『Suicaの一部サービスをご利用いただける駅が増えます』（PDF）（プレスリリース）東日本旅客鉄道、2013年11月29日。オリジナルの2019年2月14日時点におけるアーカイブ。2020年3月24日閲覧。
8. ↑  『小海線「HIGH RAIL 1375」～7月1日いよいよ運転開始～』（PDF）（プレスリリース）東日本旅客鉄道長野支社、2017年5月19日。オリジナルの2017年9月7日時点におけるアーカイブ。2020年12月6日閲覧。
9. ↑  『夏の臨時列車のお知らせ』（PDF）（プレスリリース）東日本旅客鉄道長野支社、2017年5月19日。オリジナルの2017年12月1日時点におけるアーカイブ。2020年12月6日閲覧。
10. 1 2  『小淵沢駅新駅舎の店舗開業と「八ヶ岳フェア」の実施について』（PDF）（プレスリリース）東日本旅客鉄道八王子支社、2017年5月18日。オリジナルの2017年12月25日時点におけるアーカイブ。2020年3月24日閲覧。

### 利用状況

#### JR東日本
1. 1 2  “各駅の乗車人員（2023年度）”.   東日本旅客鉄道. 2024年7月20日閲覧。
2. ↑  “各駅の乗車人員（2000年度）”.   東日本旅客鉄道. 2019年4月16日閲覧。
3. ↑  “各駅の乗車人員（2001年度）”.   東日本旅客鉄道. 2019年4月16日閲覧。
4. ↑  “各駅の乗車人員（2002年度）”.   東日本旅客鉄道. 2019年4月16日閲覧。
5. ↑  “各駅の乗車人員（2003年度）”.   東日本旅客鉄道. 2019年4月16日閲覧。
6. ↑  “各駅の乗車人員（2004年度）”.   東日本旅客鉄道. 2019年4月16日閲覧。
7. ↑  “各駅の乗車人員（2005年度）”.   東日本旅客鉄道. 2019年4月16日閲覧。
8. ↑  “各駅の乗車人員（2006年度）”.   東日本旅客鉄道. 2019年4月16日閲覧。
9. ↑  “各駅の乗車人員（2007年度）”.   東日本旅客鉄道. 2019年4月16日閲覧。
10. ↑  “各駅の乗車人員（2008年度）”.   東日本旅客鉄道. 2019年4月16日閲覧。
11. ↑  “各駅の乗車人員（2009年度）”.   東日本旅客鉄道. 2019年4月16日閲覧。
12. ↑  “各駅の乗車人員（2010年度）”.   東日本旅客鉄道. 2019年4月16日閲覧。
13. ↑  “各駅の乗車人員（2011年度）”.   東日本旅客鉄道. 2019年4月16日閲覧。
14. ↑  “各駅の乗車人員（2012年度）”.   東日本旅客鉄道. 2019年4月16日閲覧。
15. ↑  “各駅の乗車人員（2013年度）”.   東日本旅客鉄道. 2019年4月16日閲覧。
16. ↑  “各駅の乗車人員（2014年度）”.   東日本旅客鉄道. 2019年4月16日閲覧。
17. ↑  “各駅の乗車人員（2015年度）”.   東日本旅客鉄道. 2019年4月16日閲覧。
18. ↑  “各駅の乗車人員（2016年度）”.   東日本旅客鉄道. 2019年4月16日閲覧。
19. ↑  “各駅の乗車人員（2017年度）”.   東日本旅客鉄道. 2019年4月16日閲覧。
20. ↑  “各駅の乗車人員（2018年度）”.   東日本旅客鉄道. 2019年7月10日閲覧。
21. ↑  “各駅の乗車人員（2019年度）”.   東日本旅客鉄道. 2020年7月10日閲覧。
22. ↑  “各駅の乗車人員（2020年度）”.   東日本旅客鉄道. 2021年7月20日閲覧。
23. ↑  “各駅の乗車人員（2021年度）”.   東日本旅客鉄道. 2022年8月3日閲覧。
24. ↑  “各駅の乗車人員（2022年度）”.   東日本旅客鉄道. 2023年7月9日閲覧。

#### 山梨県
1. ↑  「運輸・通信」『平成14年刊行山梨県統計年鑑』（xls）（レポート）山梨県、2002年。2025年5月29日閲覧。
2. ↑  「運輸・通信」『平成15年刊行山梨県統計年鑑（運輸・通信）』（xls）（レポート）山梨県、2003年。2025年5月29日閲覧。
3. ↑  「運輸・通信」『平成16年刊行山梨県統計年鑑（運輸・通信）』（xls）（レポート）山梨県、2004年。2025年5月29日閲覧。
4. ↑  「運輸・通信」『平成17年刊行山梨県統計年鑑（運輸・通信）』（xls）（レポート）山梨県、2005年。2025年5月29日閲覧。
5. ↑  「運輸・通信」『平成18年刊行山梨県統計年鑑（運輸・通信）』（xls）（レポート）山梨県、2006年。2025年5月29日閲覧。
6. ↑  「運輸・通信」『平成19年刊行山梨県統計年鑑（運輸・通信）』（xls）（レポート）山梨県、2007年。2025年5月29日閲覧。
7. ↑  「運輸・通信」『平成20年刊行山梨県統計年鑑（運輸・通信）』（xls）（レポート）山梨県、2008年。2025年5月29日閲覧。
8. ↑  「運輸・通信」『平成21年刊行山梨県統計年鑑（運輸・通信）』（xls）（レポート）山梨県、2009年。2025年5月29日閲覧。
9. ↑  「運輸・通信」『平成22年刊行山梨県統計年鑑（運輸・通信）』（xls）（レポート）山梨県、2010年。2025年5月29日閲覧。
10. ↑  「運輸・通信」『平成23年刊行山梨県統計年鑑（運輸・通信）』（xls）（レポート）山梨県、2011年。2025年5月29日閲覧。
11. ↑  『平成24年刊行山梨県統計年鑑』（PDF）（レポート）山梨県、2012年11月、150-153頁。2025年5月29日閲覧。
12. ↑  『平成25年刊行山梨県統計年鑑』（PDF）（レポート）山梨県、2013年11月、150-153頁。2025年5月29日閲覧。
13. ↑  『平成26年刊行山梨県統計年鑑』（PDF）（レポート）山梨県、2014年11月、150-151頁。2025年5月29日閲覧。
14. ↑  『平成27年刊行山梨県統計年鑑』（PDF）（レポート）山梨県、2015年11月、150-151頁。2025年5月29日閲覧。
15. ↑  『平成28年刊行山梨県統計年鑑』（PDF）（レポート）山梨県、2016年11月、150-151頁。2025年5月29日閲覧。
16. ↑  『平成29年度刊行山梨県統計年鑑』（PDF）（レポート）山梨県、2018年1月、150-151頁。2025年5月29日閲覧。
17. ↑  『平成30年度刊行山梨県統計年鑑』（PDF）（レポート）山梨県、2019年3月、150-151頁。2025年5月29日閲覧。
18. ↑  『令和元年度刊行山梨県統計年鑑』（PDF）（レポート）山梨県、2020年3月、150-151頁。2025年5月29日閲覧。
19. ↑  『令和2年度刊行山梨県統計年鑑』（PDF）（レポート）山梨県、2021年3月、148-149頁。2025年5月29日閲覧。
20. ↑  『令和3年度刊行山梨県統計年鑑』（PDF）（レポート）山梨県、2022年3月、148-149頁。2025年5月29日閲覧。
21. ↑  『令和4年度刊行山梨県統計年鑑』（PDF）（レポート）山梨県、2022年12月、148-149頁。2025年5月29日閲覧。
22. ↑  『令和5年度刊行山梨県統計年鑑』（PDF）（レポート）山梨県、2023年12月、148-149頁。2025年5月29日閲覧。
23. ↑  『令和6年度刊行山梨県統計年鑑』（PDF）（レポート）山梨県、2024年12月、148-149頁。2025年5月29日閲覧。